# Collegio di Suffolk Coastal
Suffolk Coastal è un collegio elettorale situato nel Suffolk, nell'Est dell'Inghilterra, e rappresentato alla Camera dei comuni del Parlamento del Regno Unito. Elegge un membro del parlamento con il sistema first-past-the-post, ossia maggioritario a turno unico; l'attuale parlamentare è Jenny Riddell-Carpenter del Partito Laburista, che rappresenta il collegio dal 2024.

## Estensione

Suffolk Coastal dal 2010 al 2024

- 1983-1997: il distretto di Suffolk Coastal.
- 1997-2010: i ward del distretto di Suffolk Coastal di Aldeburgh, Alderton and Sutton, Bramfield and Cratfield, Buxlow, Felixstowe Central, Felixstowe East, Felixstowe North, Felixstowe South, Felixstowe South East, Felixstowe West, Hollesley, Kelsale, Kirton, Leiston, Martlesham, Melton, Nacton, Orford, Saxmundham, Snape, Trimleys, Tunstall, Ufford, Walberswick, Westleton, Woodbridge Centre, Woodbridge Farlingaye, Woodbridge Kyson, Woodbridge Riverside e Woodbridge Seckford and Yoxford, e i ward del distretto di Waveney di Blything, Halesworth e Southwold.
- 2010-2024: i ward del distretto di Suffolk Coastal di Aldeburgh, Farlingaye, Felixstowe East, Felixstowe North, Felixstowe South, Felixstowe South East, Felixstowe West, Hollesley with Eyke, Kyson, Leiston, Martlesham, Melton and Ufford, Nacton, Orford and Tunstall, Peasenhall, Rendlesham, Riverside, Saxmundham, Seckford, Snape, Sutton, Trimleys with Kirton, Walberswick and Wenhaston e Yoxford, e i ward del distretto di Waveney di Blything, Halesworth, Southwold and Reydon e Wrentham.
- dal 2024: i ward del distretto di East Suffolk di Aldeburgh and Leiston; Deben; Eastern Felixstowe; Kelsale and Yoxford; Martlesham and Purdis Farm; Melton; Orwell and Villages; Rendlesham and Orford; Saxmundham; Southwold; Western Felixstowe; Woodbridge e Wrentham, Wangford and Westleton.[1]

Suffolk Coastal fu creato a partire dai vecchi collegi di Sudbury and Woodbridge e Lowestoft. La principale città del collegio è Felixstowe, e Woodbridge è considerato parte dell'area urbana estesa di Ipswich.

## Membri del parlamento
| Elezione | Elezione       | Deputato                | Partito      |
| -------- | -------------- | ----------------------- | ------------ |
|          | 1983           | John Gummer             | Conservatore |
| 2010     | Thérèse Coffey |                         | Conservatore |
|          | 2024           | Jenny Riddell-Carpenter | Laburista    |

## Elezioni

### Elezioni negli anni 2020
| Partito                    | Partito                                           | Candidato                  | Risultati 4 luglio 2024 | Risultati 4 luglio 2024 |
| Partito                    | Partito                                           | Candidato                  | Voti                    | %                       |
| -------------------------- | ------------------------------------------------- | -------------------------- | ----------------------- | ----------------------- |
|                            | Laburista                                         | Jenny Riddell-Carpenter    | 15 672                  | 31,69                   |
|                            | Conservatore                                      | Thérèse Coffey             | 14 602                  | 29,53                   |
|                            | Reform UK                                         | Matthew Jackson            | 7 850                   | 15,87                   |
|                            | Lib Dem                                           | Julia Ewart                | 6 947                   | 14,05                   |
|                            | Verdi                                             | Julian Cusack              | 4 380                   | 8,86                    |
|                            |                                                   |                            |                         |                         |
| Iscritti                   | Iscritti                                          | Iscritti                   | 74 522                  | 100,00                  |
| ↳ Votanti (% su iscritti)  | ↳ Votanti (% su iscritti)                         | ↳ Votanti (% su iscritti)  | 49 451                  | 66,36                   |
| ↳ Astenuti (% su iscritti) | ↳ Astenuti (% su iscritti)                        | ↳ Astenuti (% su iscritti) | 25 071                  | 33,64                   |
|                            |                                                   |                            |                         |                         |
|                            | Esito: collegio passa da Conservatore a Laburista |                            |                         |                         |

### Elezioni negli anni 2010
| Partito                    | Partito                                   | Candidato                  | Risultati 12 dicembre 2019 | Risultati 12 dicembre 2019 |
| Partito                    | Partito                                   | Candidato                  | Voti                       | %                          |
| -------------------------- | ----------------------------------------- | -------------------------- | -------------------------- | -------------------------- |
|                            | Conservatore                              | Therese Coffey             | 32 958                     | 56,52                      |
|                            | Laburista                                 | Cameron Matthews           | 12 425                     | 21,31                      |
|                            | Lib Dem                                   | Julia Ewart                | 8 719                      | 14,95                      |
|                            | Verdi                                     | Rachel Smith-Lyte          | 2 713                      | 4,65                       |
|                            | Indipendente                              | Tony Love                  | 1 493                      | 2,56                       |
|                            |                                           |                            |                            |                            |
| Iscritti                   | Iscritti                                  | Iscritti                   | 81 910                     | 100,00                     |
| ↳ Votanti (% su iscritti)  | ↳ Votanti (% su iscritti)                 | ↳ Votanti (% su iscritti)  | 58 308                     | 71,19                      |
| ↳ Astenuti (% su iscritti) | ↳ Astenuti (% su iscritti)                | ↳ Astenuti (% su iscritti) | 23 602                     | 28,81                      |
|                            |                                           |                            |                            |                            |
|                            | Esito: collegio confermato a Conservatore |                            |                            |                            |

| Partito                    | Partito                                   | Candidato                  | Risultati 8 giugno 2017 | Risultati 8 giugno 2017 |
| Partito                    | Partito                                   | Candidato                  | Voti                    | %                       |
| -------------------------- | ----------------------------------------- | -------------------------- | ----------------------- | ----------------------- |
|                            | Conservatore                              | Therese Coffey             | 33 713                  | 58,05                   |
|                            | Laburista                                 | Cameron Matthews           | 17 701                  | 30,48                   |
|                            | Lib Dem                                   | James Sandbach             | 4 048                   | 6,97                    |
|                            | Verdi                                     | Eamonn O'Nolan             | 1 802                   | 3,10                    |
|                            | Indipendente                              | Philip Young               | 810                     | 1,39                    |
|                            |                                           |                            |                         |                         |
| Iscritti                   | Iscritti                                  | Iscritti                   | 79 336                  | 100,00                  |
| ↳ Votanti (% su iscritti)  | ↳ Votanti (% su iscritti)                 | ↳ Votanti (% su iscritti)  | 58 074                  | 73,20                   |
| ↳ Astenuti (% su iscritti) | ↳ Astenuti (% su iscritti)                | ↳ Astenuti (% su iscritti) | 21 262                  | 26,80                   |
|                            |                                           |                            |                         |                         |
|                            | Esito: collegio confermato a Conservatore |                            |                         |                         |

| Partito                    | Partito                                   | Candidato                  | Risultati 7 maggio 2015 | Risultati 7 maggio 2015 |
| Partito                    | Partito                                   | Candidato                  | Voti                    | %                       |
| -------------------------- | ----------------------------------------- | -------------------------- | ----------------------- | ----------------------- |
|                            | Conservatore                              | Therese Coffey             | 28 855                  | 51,90                   |
|                            | Laburista                                 | Russell Whiting            | 10 013                  | 18,01                   |
|                            | UKIP                                      | Daryll Pitcher             | 8 655                   | 15,57                   |
|                            | Lib Dem                                   | James Sandbach             | 4 777                   | 8,59                    |
|                            | Verdi                                     | Rachel Smith-Lyte          | 3 294                   | 5,93                    |
|                            |                                           |                            |                         |                         |
| Iscritti                   | Iscritti                                  | Iscritti                   | 78 745                  | 100,00                  |
| ↳ Votanti (% su iscritti)  | ↳ Votanti (% su iscritti)                 | ↳ Votanti (% su iscritti)  | 55 594                  | 70,60                   |
| ↳ Astenuti (% su iscritti) | ↳ Astenuti (% su iscritti)                | ↳ Astenuti (% su iscritti) | 23 151                  | 29,40                   |
|                            |                                           |                            |                         |                         |
|                            | Esito: collegio confermato a Conservatore |                            |                         |                         |

| Partito                    | Partito                                   | Candidato                  | Risultati 6 maggio 2010 | Risultati 6 maggio 2010 |
| Partito                    | Partito                                   | Candidato                  | Voti                    | %                       |
| -------------------------- | ----------------------------------------- | -------------------------- | ----------------------- | ----------------------- |
|                            | Conservatore                              | Therese Coffey             | 25 475                  | 46,41                   |
|                            | Lib Dem                                   | Daisy Cooper               | 16 347                  | 29,78                   |
|                            | Laburista                                 | Adam Leeder                | 8 812                   | 16,05                   |
|                            | UKIP                                      | Stephen Bush               | 3 156                   | 5,75                    |
|                            | Verdi                                     | Rachel Fulcher             | 1 103                   | 2,01                    |
|                            |                                           |                            |                         |                         |
| Iscritti                   | Iscritti                                  | Iscritti                   | 77 096                  | 100,00                  |
| ↳ Votanti (% su iscritti)  | ↳ Votanti (% su iscritti)                 | ↳ Votanti (% su iscritti)  | 54 893                  | 71,20                   |
| ↳ Astenuti (% su iscritti) | ↳ Astenuti (% su iscritti)                | ↳ Astenuti (% su iscritti) | 22 203                  | 28,80                   |
|                            |                                           |                            |                         |                         |
|                            | Esito: collegio confermato a Conservatore |                            |                         |                         |

### Elezioni negli anni 2000
| Partito                    | Partito                                   | Candidato                  | Risultati 5 maggio 2005 | Risultati 5 maggio 2005 |
| Partito                    | Partito                                   | Candidato                  | Voti                    | %                       |
| -------------------------- | ----------------------------------------- | -------------------------- | ----------------------- | ----------------------- |
|                            | Conservatore                              | John Gummer                | 23 415                  | 44,55                   |
|                            | Laburista                                 | David Rowe                 | 13 730                  | 26,12                   |
|                            | Lib Dem                                   | David Young                | 11 637                  | 22,14                   |
|                            | UKIP                                      | Richard Curtis             | 2 020                   | 3,84                    |
|                            | Indipendente                              | Paul Whitlow               | 1 755                   | 3,34                    |
|                            |                                           |                            |                         |                         |
| Iscritti                   | Iscritti                                  | Iscritti                   | 77 403                  | 100,00                  |
| ↳ Votanti (% su iscritti)  | ↳ Votanti (% su iscritti)                 | ↳ Votanti (% su iscritti)  | 52 557                  | 67,90                   |
| ↳ Astenuti (% su iscritti) | ↳ Astenuti (% su iscritti)                | ↳ Astenuti (% su iscritti) | 24 846                  | 32,10                   |
|                            |                                           |                            |                         |                         |
|                            | Esito: collegio confermato a Conservatore |                            |                         |                         |

| Partito                    | Partito                                   | Candidato                  | Risultati 7 giugno 2001 | Risultati 7 giugno 2001 |
| Partito                    | Partito                                   | Candidato                  | Voti                    | %                       |
| -------------------------- | ----------------------------------------- | -------------------------- | ----------------------- | ----------------------- |
|                            | Conservatore                              | John Gummer                | 21 847                  | 43,34                   |
|                            | Laburista                                 | Nigel Gardner              | 17 521                  | 34,76                   |
|                            | Lib Dem                                   | Tony Schur                 | 9 192                   | 18,24                   |
|                            | UKIP                                      | Michael Burn               | 1 847                   | 3,66                    |
|                            |                                           |                            |                         |                         |
| Iscritti                   | Iscritti                                  | Iscritti                   | 76 839                  | 100,00                  |
| ↳ Votanti (% su iscritti)  | ↳ Votanti (% su iscritti)                 | ↳ Votanti (% su iscritti)  | 50 407                  | 65,60                   |
| ↳ Astenuti (% su iscritti) | ↳ Astenuti (% su iscritti)                | ↳ Astenuti (% su iscritti) | 26 432                  | 34,40                   |
|                            |                                           |                            |                         |                         |
|                            | Esito: collegio confermato a Conservatore |                            |                         |                         |

## Risultati dei referendum

### Referendum sulla permanenza del Regno Unito nell'Unione europea del 2016
|             | Collegio        | Lasciare UE % | Rimanere in UE % |
| ----------- | --------------- | ------------- | ---------------- |
|             | Suffolk Coastal | 55,8%         | 44,2%            |
| Inghilterra | 53,3%           | 46,7%         |                  |
| Regno Unito | 51,9%           | 48,1%         |                  |